# Aracana
Aracana é um gênero de peixes-cofre da família Aracanidae, os membros conhecidos deste gênero habitam águas costeiras da Austrália.

## Espécies
- Aracana aurita (G. Shaw, 1798) Peixe-cofre-de-Shaw
- Aracana ornata (J. E. Gray, 1838) Peixe-cofre-ornato